# Jason Burnett
Jason Nicholas Burnett (Etobicoke, 16 de dezembro de 1986) é um trampolista canadense. Ele conquistou a medalha de prata nos Jogos Olímpicos de Verão de 2008, em Pequim.
Em janeiro de 2012, no evento-teste de ginástica, Burnett finalizou em quarto lugar e qualificou o Canadá para o evento masculino do trampolim nos Jogos Olímpicos de 2012, em Londres.